# Wheeler County (Oregon)
Wheeler County je okres ve státě Oregon v USA. K roku 2010 zde žilo 1 441 obyvatel. Správním městem okresu je Fossil. Celková rozloha okresu činí 4 442 km².

## Sousední okresy
| Růžice kompasu | Jefferson County a Wasco County | Gilliam County | Morrow County | Růžice kompasu |
| Růžice kompasu |                                 | Sever          | Grant County  | Růžice kompasu |
| Růžice kompasu | Wheeler County (Oregon)         |                | Grant County  | Růžice kompasu |
| Růžice kompasu | Jih                             |                | Grant County  | Růžice kompasu |
| Růžice kompasu | Crook County                    |                |               | Růžice kompasu |